# Американские граффити
«Американские граффи́ти» (англ. American Graffiti — «Американское граффити») (1973) — американская молодёжная комедийная драма Джорджа Лукаса, его второй полнометражный фильм и первый, выпущенный компанией Lucasfilm. Фильм представляет собой ностальгический портрет провинциальной Америки накануне таких потрясений, как убийство Кеннеди и война во Вьетнаме, действие которого происходят в родном городе режиссёра. Слоган фильма — «А где был ты в 62-м?». Через шесть лет свет увидел сиквел картины, в котором Лукас выступил в качестве продюсера.
Когда Лукас работал над своим дебютным фильмом «THX 1138», Фрэнсис Форд Коппола попросил его написать сценарий к фильму о совершеннолетии. Зарождение картины произошло в Модесто в начале 1960-х, в подростковом возрасте режиссёра. Ему не удалось донести идею до финансистов и дистрибьюторов, но он нашёл поддержку в «Universal Pictures» после того, как все остальные крупные киностудии отказались от него.
Малобюджетная лента получила широкое признание критиков, была удостоена двух премий «Золотой глобус» в категории «Лучший фильм (комедия или мюзикл)» и «Лучший дебют актёра» (Пол Ле Мэт) и выдвигалась на «Оскар» в пяти номинациях, включая «Лучший фильм» и «Лучший режиссёр».
В 1995 году внесён в Национальный реестр фильмов, обладающих «культурным, историческим или эстетическим значением».
По версии Американского института кино картина занимает 77-е и 62-е места в списке 100 лучших фильмов за 1998 и 2007 годы и 43-е место в 100 самых смешных комедий.

## Сюжет
Август 1962 года, Модесто, штат Калифорния. В последний вечер летних каникул недавние выпускники средней школы и давние друзья Кёрт Хендерсон (Ричард Дрейфус) и Стив Боландер (Рон Ховард) встречаются с двумя другими одноклассниками, Джоном Милнером (Пол Ле Мэт), «королём» уличных гонок, и Терри «Жабой» Филдсом (Чарльз Мартин Смит) на стоянке кафе «Mel’s Drive-In» (сопровождается композицией «Rock Around the Clock»). На следующее утро Кёрт и Стив должны отправиться на северо-восток США для поступления в колледж. Несмотря на получение стипендии в размере 2000 долларов от местной организации «Moose Lodge», Кёрт сомневается, стоит ли покидать город. Стив даёт Терри свою белую «Chevrolet Impala» 1958 года, чтобы тот присмотрел за ней, пока он не вернётся на Рождество. Сестра Кёрта и подруга Стива Лори Хендерсон (Синди Уильямс) приезжает на своей машине. Стив предлагает Лори, которая уже раздосадована из-за его поступления и того, что его не будет три месяца, чтобы они встречались с другими людьми, пока его нет, чтобы «укрепить» отношения. Хотя Лори не показывает своё разочарование открыто, она недовольна, что сказывается на их общении на протяжении всего вечера.
Кёрт сопровождает Стива, президента совета класса в прошлом году, и Лори, главного чирлидера, на танцы, посвящённые первому дню учёбы. По дороге на дискотеку Кёрт видит красивую блондинку (Сьюзан Сомерс) за рулём белого «Ford Thunderbird» 1956 года: на светофоре она шепчет через стекло «Я люблю тебя», прежде чем исчезнуть за углом. Джон на своём жёлтом «Ford Model B» 1932 года случайно подбирает Кэрол Моррисон (Маккензи Филлипс), надоедливую, не по годам развитую 12-летнюю девочку, которая манипулирует им и заставляет катать её всю ночь. Терри на машине Стива подбирает на улице кокетливую блондинку Дебби Данем (Кэнди Кларк), делая той комплимент со схожестью с Конни Стивенс.
Стив и Лори открывают очередной танец, им приходится на время сблизиться. Стив без страха исключения посылает директора школы мистера Кроша, выступающего против обнимания с Лори. У закусочной к Терри и Стиву подходит бывший парень девушки Вик (Джо Спано), не звонивший той три недели, но она отшивает его. Парочка целуется уезжает за спиртным, не забрав заказ.
Кёрт, уехавший с танцев, отчаянно пытается найти Блондинку. Бобби, сидящая за рулём, говорит ему, что Блондинка — жена местного ювелира Бимона, но парень не верит этому, после чего целуется с Вэнди на заднем сиденье. Когда на светофоре Кёрт говорит Кипу Пулмену, что Бобби влюблена в него, девушка высаживает парня. Терри просит пожилого мужчину купить ему пива «Старый Харпер», но тот покупает вино и уходит через чёрный ход. Парень пытается притупить бдительность продавца, покупая вместе с алкоголем книгу «Три мушкетёра», шариковую ручку, расчёску, батарейки для фонаря и вяленое мясо, но трюк не срабатывает, а обман с забытыми документами в машине, которая осталась дома, не проходит. Терри приходится попросить у Дебби, считающей, что за всё должны платить парни, доллар, и вновь попытаться купить спиртное через другого покупателя. Тот крадёт пакет с пивом, кидает его парню и убегает, продавец стреляет вору вдогонку из револьвера.
Джон, нагнавший обидевшуюся у закусочной Кэрол, которую он перед своими друзьями назвал двоюродной сестрой, прогуливается с ней по кладбищу автомобилей, рассказывая историю машин. Трое гризеров («Фараонов»), забирают Кёрта, усевшегося на машину их приятеля и немного поцарапавшего её, с собой. По пути Кёрт вновь замечают машину Блондинки. На светофоре одна из девушек кидает в Джона шариком с водой, но попадает в Кэрол. В отместку парень тормозит машину, а девочка пачкает стёкла взбитыми сливками. Терри и Дебби начинают целоваться в машине на берегу реки и решают продолжить на поле. В кафе, пока Кёрт, представивший хулиганов в качестве своих друзей общается с мистерами Гордоном и Хэнком на кухне, гризеры вскрывают игровые автоматы. Не успев начать, Терри и Дебби вынуждены бежать назад, чтобы обнаружить пропажу «Chevrolet Impala». Лори выгоняет Стива из машины, когда тот вспоминает, как та подсматривала за братом. Стив невольно пугает Терри, потерявшего Дебби из виду, тот врёт насчёт машины.
Высокомерный гонщик Боб Фалфа (Харрисон Форд) на своём чёрном «Chevrolet One-Fifty Coupé» 1955 года наконец находит Джона и бросает тому вызов. «Фараоны» говорят Кёрту, что Блондинка — проститутка, но он отказывается в это верить. Его заставляют участвовать в обряде инициации, смысл которой заключается в привязывании цепи к полицейской машине, чтобы оторвать заднюю ось.
Радостные гризеры отпускают Кёрта. Вновь увидев белый «Ford Thunderbird», он решает послать сообщение для Блондинки и едет на радиостанцию, чтобы попросить диск-жокея Вулфмена Джека, голос которого слышен из автомобильных радиоприёмников на протяжении всего фильма, прочитать записку в прямом эфире. В это время Стив просит поставить песню для Лори, которую подбирает Боб Фалфа. Джон, прикинувшийся соблазнённым Кэрол, побуждает девочку поскорее отвезти её домой. Официантка Буда предлагает грустящему Стиву провести ночь вместе, но тот отказывается, отговариваясь, что ему завтра рано вставать. Перед прощанием Джон целует Кэрол в щёку и просит ту не болтать лишнего. Кёрт удивлённо слышит от Стива, восемь недель говорящего, что надо покидать родное гнездо, о том, что тот не хочет уезжать. Терри рвёт на стоянке автомобилей, он замечает украденный «Chevrolet Impala» и решает завести его, замкнув контакт. Подошедшие воры начинают издеваться над худосочным Терри, разбивая тому одну из линз на очках, проезжающий мимо Джон спасает друга, прибежав на крики Дебби. Когда пришедшие в кафе Джуди и Карен сообщают Стиву, что видели Лори в компании Боба Фалфы, тот забирает свою машину. Терри приходится признаться, что это не его тачка, и джипа, на котором он якобы ездит на охоту, тоже нет. Сидя с ним на тротуаре, удовлетворённая проведённым временем Дебби просит того позвонить ей завтра.
Внутри станции Кёрт встречает сотрудника, обслуживающего панель с аудиозаписями, который говорит, что шоу предварительно записываются на плёнку для воспроизведения на нескольких станциях, а Вулфмен, выведший его «в люди», не работает здесь. Сотрудник обещает помочь Кёрту. Когда парень покидает станцию, он видит, как мужчина говорит в микрофон, и слышит голос диск-жокея в эфире. Кёрт понимает, что он и был Вулфменом Джеком. Диск-жокей передаёт сообщение для Блондинки, в котором просит её встретиться с Кёртом у «Mel’s Drive-In» или позвонить ему по номеру 3-1-3-2.
Терри уговаривает Джона взять его с собой на гонки, тот назначает Бобу встречу на «Парадайз Роуд». Вереница автомобилей едет за город, чтобы посмотреть на гонку, Стив узнаёт о ней от одного из зрителей. На рассвете Терри даёт старт фонариком. Когда Джон вырывается вперед, у машины Боба лопается шина, автомобиль влетает в кювет и переворачивается. Стив и Джон выпрыгивают из своих машин и бегут к месту аварии, в то время как Боб и Лори выбираются из загоревшегося автомобиля, взрывающегося через несколько секунд. Ошеломлённая Лори крепко сжимает Стива и умоляет его не покидать её, он заверяет девушку, что останется в Модесто (сопровождается композицией «Only You (And You Alone)»)). Терри уезжает вместе с Джоном.
Рано утром Кёрт просыпается в машине от звонка в телефонной будке. Блондинка не раскрывает свою личность, но говорит, что знает его, и, может быть, они встретятся вечером, если он увидит, как она едет по своему обычному маршруту. Кёрт отвечает, что, вероятно, они не встретятся, подразумевая, что он всё-таки решил ехать в колледж. Позже на аэродроме Кёрт прощается со своими родителями, сестрой, Стивом, Терри и Джоном. Когда самолёт взлетает, Кёрт смотрит в окно и видит белый «Ford Thunderbird», едущий параллельно траектории полета.
В эпилоге говорится о судьбе друзей на фоне их выпускных чёрно-белых фотографий: «Джона Милнера насмерть сбил пьяный водитель в декабре 1964 года. Терри Филдс пропал без вести в районе Ан-Лок (Вьетнам) в декабре 1965 года. Стив Болландер работает страховым агентом в Модесто, Калифорния. Кёрт Хендерсон стал писателем и живёт в Канаде (предположительно чтобы избежать службы в армии)».

## В ролях
- Ричард Дрейфус — Кёртис «Кёрт» Хендерсон
- Рон Ховард — Стив Боландер, друг Кёрта
- Пол Ле Мэт — Джон Милнер, друг Кёрта
- Чарльз Мартин Смит — Терри «Жаба» Филдс, друг Кёрта
- Синди Уильямс — Лори Хендерсон, сестра Кёрта, подруга Стива
- Кэнди Кларк — Дебби Данем, подруга Терри
- Маккензи Филлипс — Кэрол Моррисон, 12-летняя девочка
- Харрисон Форд — Боб Фальфа, уличный гонщик
- Дебрали Скотт — его девушка (впервые на экране с указанием в титрах)
- Бо Хопкинс — Джо Янг
- Вулфмен Джек — камео
- Кэтлин Куинлан — Пег
- Сьюзан Сомерс — Блондинка
- Кэй Ленц — Джейн
- Джо Спано — Вик, бывший парень Дебби
- Дел Клоуз — мужчина в баре

## Музыка

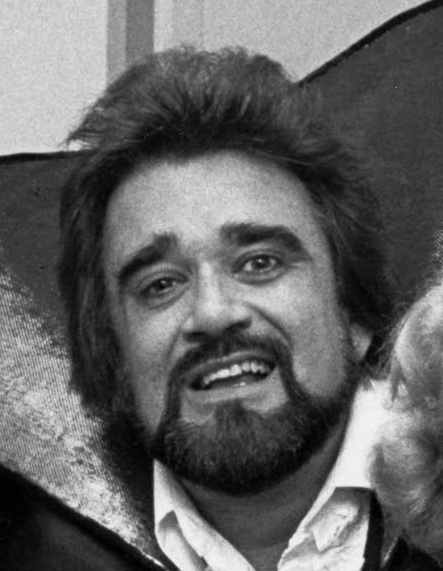
Персонажей фильма объединяет радиопередача Джек, Вульфмен, которую они слушают в своих автомобилях

Созданию атмосферы начала 1960-х годов способствуют беспрестанно звучащие в кадре хиты того времени. Как и в случае с «Беспечным ездоком», специальная музыка для фильма не заказывалась. Легендарный радиоведущий Вульфмен Джек играет в фильме самого себя: этот кумир юного Лукаса, который планировал снять о нём документальный фильм.

## Создание фильма
Деньги на съёмки фильма нашёл продюсер Фрэнсис Форд Коппола, после выхода «Крёстного отца» находившийся в зените своей славы. Во время работы с Лукасом над фантастической лентой «THX 1138» он предложил коллеге поработать в реалистическом ключе, сняв нечто наподобие «Маменькиных сынков» Феллини. «Я решил задокументировать то, как моё поколение кадрило девчонок», — вспоминает Лукас. Из воспоминаний Лукаса о разных этапах своего юношества в Модесто (увлечение гонками на хот-родах, проблемы с «девчонками» в колледже) родились фигуры трёх главных героев ленты.
Бюджет (775 тыс. долларов) был очень скромным, и создателям фильма приходилось на всём экономить. На главные роли были приглашены малоизвестные начинающие актёры Рон Ховард, Ричард Дрейфус, Харрисон Форд, впоследствии ставшие звёздами первой величины. Сами съёмки в городках Петалума и Сан-Рафаэл велись по ночам и заняли меньше месяца. Предметом особой заботы Лукаса была сочная картинка ночного города с импрессионистическими всплесками неоновых огней.

## Прокат
Студия Universal Pictures скептически оценивала коммерческие перспективы бессюжетной, по их мнению, ленты (хотя «фильмы настроения» после «Беспечного ездока» как раз пользовались спросом у молодёжи).
Сборы
Несмотря на противодействие консерваторов от кино, «Американские граффити» вышли в прокат в режиссёрской версии и стали третьим по кассовым сборам фильмом года. К концу XX века лента принесла создателям свыше 200 млн долларов, став, таким образом, одним из самых прибыльных проектов Нового Голливуда.

## Значение
Успех фильма породил спрос на ностальгическую кинопродукцию о начале 1960-х годов, которая, в отличие от своего прообраза, зачастую страдала сентиментальностью. Формуле успеха «Американских граффити» следовали многие молодёжные комедии последующих десятилетий, как, например, «Весёлые времена в школе Риджмонт» и «Под кайфом и в смятении». «Этот жанр, увы, за прошедшие годы настолько опошлен, что сейчас свежесть и новаторство Лукаса почувствовать непросто, но в своё время он стал для американской молодежи буквально культовым», — пишет Михаил Трофименков. В ознаменование влияния фильма на американскую киноиндустрию он был внесён в Национальный реестр фильмов, а также входит в списки 100 лучших и 100 самых смешных американских фильмов за 100 лет по версии AFI.
Именно «Американские граффити» ввели моду на ленты в стиле ретро, которые в 1970-е годы заполонили кинотеатры США. Несколько лет спустя другим режиссёром была предпринята попытка сделать его сиквел, «Ещё раз американские граффити», но он оказался значительно слабее оригинала и прошёл в прокате практически незамеченным.
В фильме-катастрофе «Аэропорт 1975» при просмотре кинофильма, в салоне самолёта, демонстрируют кадры фильма «Америка́нские граффи́ти».

## Награды и номинации
- 1973 — приз «Бронзовый Леопард» Кинофестиваля в Локарно.
- 1974 — 2 премии «Золотой глобус»: Лучший фильм (комедия или мюзикл) и Лучший дебют актёра (Пол Ле Мэт), а также 2 номинации в категориях Лучший режиссёр (Джордж Лукас) и Лучшая мужская роль (комедия или мюзикл) (Ричард Дрейфус).
- 1974 — 5 номинаций на премию «Оскар»: Лучший фильм (Фрэнсис Форд Коппола и Гари Кёртц), Лучший режиссёр (Джордж Лукас), Лучшая женская роль второго плана (Кэнди Кларк), Лучший оригинальный сценарий (Джордж Лукас, Глория Кац, Уиллард Хайк), Лучший монтаж (Верна Филдс, Марсия Лукас).
- 1974 — номинация на премию Гильдии режиссёров США за лучшую режиссуру художественного фильма (Джордж Лукас).
- 1974 — номинация на премию Гильдии сценаристов США за лучшую оригинальную комедию (Джордж Лукас, Глория Кац, Уиллард Хайк)
- 1975 — номинация на премию «BAFTA» в категории «Лучшая женская роль второго плана» (Синди Уильямс).

| Награда                                     | Категория | Номинант (ы)                            | Результат          |  |
| ------------------------------------------- | --- | --------------------------------------- | ------------------ |  |
| Премии Американской Киноакадемии            | Лучшая фотография | Фрэнсис Форд Коппола и Гэри Курц        | Номинировано       |  |
| Премии Американской Киноакадемии            | Лучший режиссер | Джордж Лукас                            | Номинировано       |  |
| Премии Американской Киноакадемии            | Лучшая актриса второго плана                                                                                               | Кэнди Кларк                             | Номинировано       |  |
| Премии Американской Киноакадемии            | Лучший рассказ и сценарий, основанные на фактическом материале или материалах, ранее не создававшихся и не публиковавшихся | Джордж Лукас, Глория Кац и Уиллард Хайк | Номинировано       |  |
| Премии Американской Киноакадемии            | Лучший монтаж фильма | Верна Филдс и Марсия Лукас              | Номинировано       |  |
| Премия Британской киноакадемии              | Лучшая женская роль второго плана                                                                                          | Синди Уильямс                           | Номинировано       |  |
| Премия Гильдии режиссеров Америки           | Выдающееся режиссерское достижение в кинематографе                                                                         | Джордж Лукас                            | Номинировано       |  |
| Премия «Золотой глобус»                     | Лучший кинофильм — мюзикл или комедия                                                                                      | Лучший кинофильм — мюзикл или комедия   | Победили           |  |
| Премия «Золотой глобус»                     | Лучшая мужская роль в кинофильме — мюзикле или комедии                                                                     | Ричард Дрейфусс                         | Номинировано       |  |
| Премия «Золотой глобус»                     | Лучший режиссер — кинофильм                                                                                                | Джордж Лукас                            | Номинировано       |  |
| Премия «Золотой глобус»                     | Самый многообещающий новичок — Мужчина                                                                                     | Пол Ле Мат                              | Победили           |  |
| Премия Круга кинокритиков Канзас-Сити       | Лучший фильм | Лучший фильм                            | Победили           |  |
| Международный кинофестиваль в Локарно       | Бронзовый леопард | Джордж Лукас                            | Победили           |  |
| Nastro d’Argento                            | Лучший иностранный режиссер                                                                                                | Джордж Лукас                            | Номинировано       |  |
| Национальный совет по сохранению фильмов    | Национальный реестр фильмов                                                                                                | Национальный реестр фильмов             | Введено в действие |  |
| Премия Национального общества кинокритиков  | Лучшая актриса второго плана                                                                                               | Синди Уильямс                           | 5 -е место         |  |
| Премия Национального общества кинокритиков  | Лучший сценарий | Джордж Лукас, Глория Кац и Уиллард Хайк | Победили           |  |
| Премия Нью-Йоркского круга кинокритиков     | Лучший фильм | Лучший фильм                            | Второе место       |  |
| Премия Нью-Йоркского круга кинокритиков     | Лучший сценарий | Джордж Лукас, Глория Кац и Уиллард Хайк | Победили           |  |
| Онлайн-премии Ассоциации кино и телевидения | Зал славы — Кинофильм | Зал славы — Кинофильм                   | Заслуженные        |  |
| Награды Гильдии писателей Америки           | Лучшая комедия — Написана непосредственно для экрана                                                                       | Джордж Лукас, Глория Кац и Уиллард Хайк | Номинировано       |  |